# Vacunación contra la COVID-19 en el Perú
La vacunación contra la COVID-19 en el Perú inició el 9 de febrero de 2021 con el objetivo de inmunizar a la población y mitigar el impacto de la pandemia. El plan fue anunciado por el entonces presidente Francisco Sagasti, quien confirmó la adquisición de 38 millones de dosis, iniciando con un millón de vacunas de Sinopharm destinadas al personal de salud.

## Cronología

### Fases iniciales
- 7 de febrero de 2021: Arribó el primer lote de 300 mil dosis de Sinopharm al Aeropuerto Internacional Jorge Chávez.[12][13]
- 9 de febrero de 2021: Comenzó oficialmente la vacunación. El primer vacunado fue el médico Josef Vallejos Acevedo,[14] seguido por el presidente Sagasti.[15]
- 13 de febrero de 2021: Llegó el segundo lote de 700 mil dosis, completando el primer millón adquirido.[16]

### Controversias
En febrero de 2021 se reveló la vacunación irregular de funcionarios, incluyendo al expresidente Martín Vizcarra y a las exministras Pilar Mazzetti y Elizabeth Astete, con dosis no registradas oficialmente. El escándalo derivó en renuncias ministeriales y en una investigación oficial que identificó a 487 personas inmunizadas de manera irregular.

### Avances y nuevas adquisiciones
- 2 de marzo de 2021: Llegaron 50 mil dosis de la vacuna Pfizer-BioNTech.[20]
- Tercera dosis: En octubre de 2021 se aprobó la administración de dosis de refuerzo para personal sanitario, adultos mayores y personas con comorbilidades.[21]

### Estrategias de vacunación masiva
Vacunatón: Campañas de 36 a 60 horas continuas iniciadas en julio de 2021 para acelerar la inmunización. Se realizaron múltiples ediciones, alcanzando hasta 813 mil dosis aplicadas en una sola jornada.
VacunaFest: Campañas dirigidas a jóvenes adultos, con actividades lúdicas para incentivar la asistencia. Se realizaron 17 ediciones entre septiembre y diciembre de 2021.
VacunaCole: Iniciativa prevista para 2022 para vacunar a niños de 5 a 11 años en escuelas, ampliando la cobertura iniciada previamente en adolescentes.

### Reconocimientos
El 27 de julio de 2021 se estableció oficialmente el 7 de febrero como el «Día de la Vacunación contra la COVID-19 en el Perú» mediante la Resolución Ministerial N°924-2021-MINSA.

## Vacunación a extranjeros residentes
La vacunación contra la COVID-19 en Perú incluyó a la población extranjera residente, regular o irregular. El 8 de febrero de 2021, la entonces ministra de Relaciones Exteriores, Elizabeth Astete, garantizó su inclusión en el plan nacional. Posteriormente, se confirmó que 5600 profesionales de la salud venezolanos serían vacunados en la primera fase. El 11 de febrero, la ministra de Comercio Exterior, Claudia Cornejo, reiteró que los 830 000 venezolanos en el país serían inmunizados.
En mayo de 2021, la ONG VeneActiva informó que 10 900 venezolanos habían sido vacunados, incluyendo 6400 adultos mayores y 4500 trabajadores sanitarios. Para el 31 de agosto, Ojo Público reportó un total de 163 104 dosis aplicadas a esta población: 102 805 con una dosis y 60 299 con el esquema completo. Según datos de la Plataforma de Coordinación Interagencial para Refugiados y Migrantes de Venezuela, al 1 de octubre ya se habían administrado 378 937 dosis a ciudadanos venezolanos: 266 861 primeras dosis y 112 076 segundas.

## Aceptación de la vacuna contra la COVID-19 en el Perú

### Datos aportados por Ipsos Perú
Según estudios de Ipsos Perú, la disposición de la población peruana a vacunarse se mantuvo por debajo del 50 % hasta enero de 2021, debido a la desconfianza generada por el manejo de la pandemia por los gobiernos de Martín Vizcarra y Francisco Sagasti. A partir de febrero de 2021, con el inicio de la vacunación, la aceptación fue aumentando gradualmente.
| OpciónMes | Sí quiero vacunarme | No quiero vacunarme | Ya me vacuné | No precisa | Ref.   |
| --------- | ------------------- | ------------------- | ------------ | ---------- | ------ |
| Ago. 2020 | 75%                 | 22%                 | 0%           | 3%         | [ 34 ] |
| Dic. 2020 | 57%                 | 40%                 | 0%           | 3%         | [ 35 ] |
| Ene. 2021 | 48%                 | 48%                 | 0%           | 4%         | [ 36 ] |
| Feb. 2021 | 59%                 | 35%                 | 0%           | 6%         | [ 37 ] |
| Mar. 2021 | 60%                 | 33%                 | 0%           | 7%         | [ 38 ] |
| May. 2021 | 63%                 | 30%                 | 4%           | 3%         | [ 39 ] |

| OpciónGrupo edad | Opción 1 | Opción 2 | Opción 3 | Opción 4 | Opción 5 | Ref.   |
| ---------------- | -------- | -------- | -------- | -------- | -------- | ------ |
| Total            | 43%      | 23%      | 4%       | 22%      | 8%       | [ 40 ] |
| 18 a 25 años     | 7%       | 22%      | 3%       | 54%      | 13%      | [ 40 ] |
| 26 a 42 años     | 29%      | 36%      | 5%       | 22%      | 8%       | [ 40 ] |
| 43 años a más    | 73%      | 11%      | 3%       | 7%       | 6%       | [ 40 ] |

### Grupos antivacunas
Entre 2021 y 2022 se registraron protestas antivacunas en varias ciudades del interior del país, incluyendo: Chiclayo, Huancavelica, Huánuco, Huarmaca, Tacna, Ayacucho, Puerto Maldonado, Paucará y Moquegua. Algunos colectivos llegaron a amenazar al personal de salud y causar daños a la propiedad.

## Vacunas ordenadas
El Perú acordó la adquisición de 38 millones de dosis de la vacuna Sinopharm, de las cuales 1 millón llegaron entre enero y febrero de 2021 para personal sanitario. Asimismo, firmó contratos por 20,5 millones de dosis de Pfizer–BioNTech, recibiendo los primeros envíos en marzo de ese año y ampliando la adquisición hasta 55 millones, incluyendo 12 millones adicionales firmados en mayo y una enmienda en septiembre. Por medio del mecanismo COVAX, el país obtuvo 13,2 millones de dosis combinadas de Oxford–AstraZeneca y Pfizer, y concretó también un contrato directo por 14 millones de dosis de AstraZeneca.

Además, en julio de 2021 se suscribió un acuerdo para 20 millones de dosis de Sputnik V y en septiembre se firmó un contrato con Moderna por 20 millones de dosis, con entregas previstas a inicios de 2022. De este modo, a finales de 2021, Perú había gestionado contratos con cuatro fabricantes principales —Sinopharm, Pfizer–BioNTech, AstraZeneca y Moderna— además de acuerdos con Sputnik V y vías de acceso mediante COVAX. Estas negociaciones permitieron el ingreso escalonado de lotes nacionales e internacionales para implementar las distintas fases del programa de vacunación.

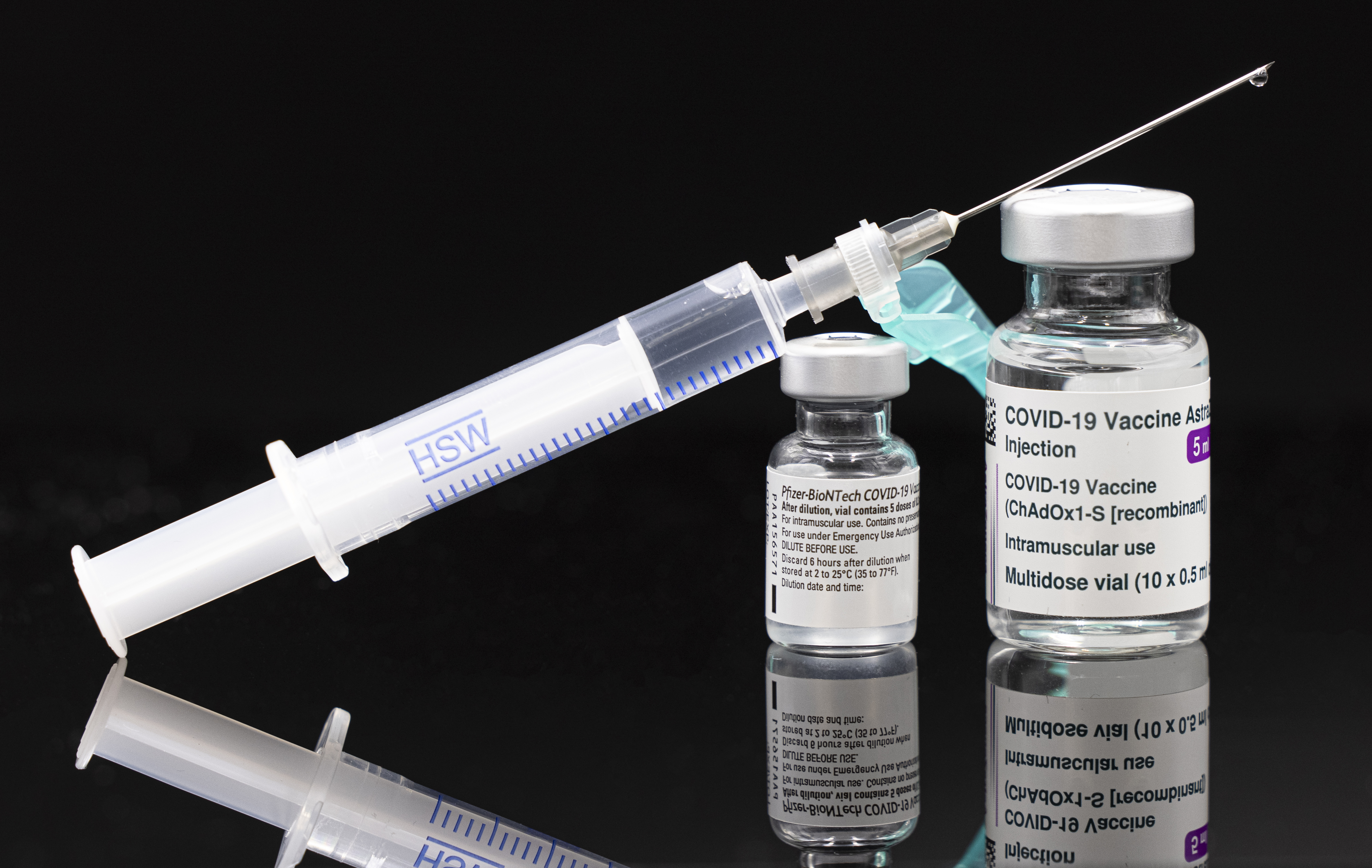
Vacuna de Pfizer-BioNTech y Oxford-AstraZeneca contra la COVID-19.

## Inicio de la vacunación en Perú a nivel continental
El Perú inició su campaña de vacunación contra la COVID-19 el 9 de febrero de 2021, siendo el noveno país de América Latina en hacerlo. En contraste, los primeros países en comenzar la vacunación en la región fueron México, Chile y Costa Rica, todos el 24 de diciembre de 2020, mientras que el último fue Nicaragua, el 2 de marzo de 2021. La mayoría de las primeras personas vacunadas en los países fueron profesionales de la salud, especialmente enfermeras.

## Estadísticas

### Mapas
|                                                  |
| Vacunación según grupo etario por departamentos. |

|                                          |
| Vacunas administradas por departamentos. |

|                                       |
| Vacunas administradas por provincias. |

|                                                          |
| Vacunas administradas en los distritos de Lima y Callao. |

### Por departamento
| Departamento y provincia autónoma | Población (proy. 2022) | Primera dosis | Primera dosis | Segunda dosis | Segunda dosis | Tercera dosis | Tercera dosis | Cuarta dosis | Cuarta dosis | Bivalente | Bivalente | Dosis acumuladas |
| Departamento y provincia autónoma | Población (proy. 2022) | Total         | %             | Total         | %             | Total         | %             | Total        | %            | Total     | %         | Dosis acumuladas |
| Perú                              | 33 400 410             | 26 912 774    | 80.78         | 23 539 033    | 70.48         | 9 268 287     | 27.75         |              |              |           |           | 59 788 327       |
| --------------------------------- | ---------------------- | ------------- | ------------- | ------------- | ------------- | ------------- | ------------- | ------------ | ------------ | --------- | --------- | ---------------- |
| Amazonas                          | 429 515                | 350 676       | 70.4          | 249 750       | 58.15         | 85 154        | 19.83         |              |              |           |           | 633 309          |
| Áncash                            | 1 194 580              | 1 180 222     | 92.6          | 921 944       | 77.18         | 418 445       | 35.03         |              |              |           |           | 2 375 339        |
| Apurímac                          | 429 936                | 418 488       | 88.3          | 311 870       | 72.54         | 102 256       | 23.78         |              |              |           |           | 771 965          |
| Arequipa                          | 1 554 251              | 1 344 205     | 84.7          | 1 101 989     | 70.90         | 421 481       | 27.12         |              |              |           |           | 2 748 434        |
| Ayacucho                          | 670 967                | 574 838       | 80.9          | 402 913       | 60.05         | 97 953        | 14.60         |              |              |           |           | 981 915          |
| Cajamarca                         | 1 454 484              | 1 369 080     | 83.2          | 1 024 754     | 70.45         | 271 696       | 18.68         |              |              |           |           | 2 478 117        |
| Callao                            | 1 171 658              | 1 065 640     | 91.7          | 860 936       | 73.48         | 419 384       | 35.79         |              |              |           |           | 2 252 674        |
| Cusco                             | 1 380 760              | 1 259 255     | 84.2          | 950 494       | 68.84         | 276 817       | 20.05         |              |              |           |           | 2 314 364        |
| Huancavelica                      | 351 085                | 380 480       | 85.3          | 269 260       | 76.69         | 72 566        | 20.67         |              |              |           |           | 664 147          |
| Huánuco                           | 755 280                | 722 071       | 81.1          | 510 036       | 67.53         | 147 702       | 19.56         |              |              |           |           | 1 260 431        |
| Ica                               | 1 020 054              | 901 287       | 93.7          | 708 504       | 69.46         | 327 954       | 32.15         |              |              |           |           | 1 843 997        |
| Junín                             | 1 374 642              | 1 237 955     | 85.6          | 948 832       | 69.02         | 373 555       | 27.17         |              |              |           |           | 2 410 478        |
| La Libertad                       | 2 077 489              | 1 843 435     | 87.5          | 1 426 546     | 68.67         | 579 176       | 27.88         |              |              |           |           | 3 632 748        |
| Lambayeque                        | 1 339 031              | 1 233 900     | 86.5          | 932 859       | 69.67         | 360 068       | 26.89         |              |              |           |           | 2 364 713        |
| Lima (M)                          | 10 004 133             | 9 464 451     | 91.6          | 7 666 061     | 76.63         | 3 648 696     | 36.47         |              |              |           |           | 19 945 688       |
| Lima (R)                          | 982 166                | 1 000 728     | 92.8          | 790           | 80.51         | 357 313       | 36.38         |              |              |           |           | 2 043 286        |
| Loreto                            | 1 044 907              | 960 953       | 79.7          | 601 839       | 57.60         | 164 099       | 15.70         |              |              |           |           | 1 531 166        |
| Madre de Dios                     | 185 496                | 136 444       | 72.8          | 84 225        | 45.41         | 18 835        | 10.15         |              |              |           |           | 212 632          |
| Moquegua                          | 197 440                | 176 223       | 87.5          | 142 862       | 72.36         | 54 390        | 27.55         |              |              |           |           | 355 844          |
| Pasco                             | 269 341                | 267 823       | 87.7          | 201 145       | 74.68         | 87 571        | 32.51         |              |              |           |           | 518 631          |
| Piura                             | 2 103 133              | 1 868 564     | 87.5          | 1 424 431     | 67.73         | 462 965       | 22.01         |              |              |           |           | 3 516 215        |
| Puno                              | 1 226 663              | 1 033 109     | 79.3          | 682 440       | 55.63         | 107 842       | 8.79          |              |              |           |           | 1 624 654        |
| San Martín                        | 924 516                | 788 637       | 78.9          | 576 336       | 62.34         | 169 542       | 18.34         |              |              |           |           | 1 425 224        |
| Tacna                             | 384 342                | 307 782       | 79.4          | 241 910       | 62.94         | 80 007        | 20.82         |              |              |           |           | 591 108          |
| Tumbes                            | 259 548                | 242 617       | 95.1          | 174 043       | 67.06         | 62 533        | 24.09         |              |              |           |           | 446 897          |
| Ucayali                           | 614 993                | 502 171       | 76.1          | 332 264       | 54.03         | 100 287       | 16.31         |              |              |           |           | 844 351          |

### Progreso de la campaña de vacunación
| 94,2 % completado |  |
| \| \| \|          |  |
|                   |  |

|  |  |

| 90,5 % completado |  |
| \| \| \|          |  |
|                   |  |

|  |  |

| 74,9 % completado |  |
| \| \| \|          |  |
|                   |  |

|  |  |

| 28,6 % completado |  |
| \| \| \|          |  |
|                   |  |

|  |  |

| 24,2 % completado |  |
| \| \| \|          |  |
|                   |  |

|  |  |

| 6,5 % completado |  |
| \| \| \|         |  |
|                  |  |

|  |  |

| 8,9 % completado |  |
| \| \| \|         |  |
|                  |  |

|  |  |

### Por grupos etarios
| Edad (años) | Primera dosis | Primera dosis | Segunda dosis | Segunda dosis | Tercera dosis | Tercera dosis | Cuarta dosis | Cuarta dosis | Dosis acumuladas | Población (proy. 2022) |
| Edad (años) | Total         | % de pob.     | Total         | % de pob.     | Total         | % de pob.     | Total        | % de pob.    | Dosis acumuladas | Población (proy. 2022) |
| Total       | 26 981 010    | 88.26         | 23 539 033    | 77.00         | 9 268 291     | 30.32         |              |              | 59 788 334       | 30 571 510             |
| ----------- | ------------- | ------------- | ------------- | ------------- | ------------- | ------------- | ------------ | ------------ | ---------------- | ---------------------- |
| 5 a 11      | 1 314 522     | 35.18         | 13 891        | 0.37          | 0             | 0.00          |              |              | 1 328 413        | 3 736 925              |
| 12 a 17     | 2 782 113     | 88.72         | 2 184 260     | 69.65         | 7450          | 0.24          |              |              | 4 973 823        | 3 136 002              |
| 18 a 29     | 6 234 983     | 98.60         | 5 577 923     | 88.21         | 1 014 633     | 16.05         |              |              | 12 827 539       | 6 323 553              |
| 30 a 39     | 4 924 838     | 95.42         | 4 548 679     | 88.13         | 1 550 570     | 30.04         |              |              | 11 024 087       | 5 161 075              |
| 40 a 49     | 4 189 292     | 95.72         | 3 958 301     | 90.45         | 1 906 375     | 43.56         |              |              | 10 053 968       | 4 376 419              |
| 50 a 59     | 3 223 646     | 94.15         | 3 090 264     | 90.26         | 1 821 715     | 53.21         |              |              | 8 135 625        | 3 423 877              |
| 60 a 79     | 3 566 399     | 95.66         | 3 450 680     | 92.56         | 2 460 248     | 65.99         |              |              | 9 477 327        | 3 728 235              |
| 80+         | 745 217       | 108.72        | 715 035       | 104.32        | 507 300       | 74.01         |              |              | 1 967 552        | 685 424                |